# لاسي تشابيرت
لاسي تشابيرت (بالإنجليزية: Lacey Chabert)‏ مواليد 30 سبتمبر 1982 في مسيسيبي، الولايات المتحدة، هي ممثلة أمريكية بدأت مسيرتها الفنية عام 1990.

## روابط خارجية
- لاسي تشابيرت على موقع IMDb (الإنجليزية)
- لاسي تشابيرت على موقع روتن توميتوز (الإنجليزية)
- لاسي تشابيرت على موقع ألو سيني (الفرنسية)
- لاسي تشابيرت على موقع أول موفي (الإنجليزية)
- لاسي تشابيرت على موقع قاعدة بيانات برودواي على الإنترنت (الإنجليزية)
- لاسي تشابيرت على موقع قاعدة بيانات برودواي على الإنترنت (الإنجليزية)
- لاسي تشابيرت على موقع قاعدة بيانات الأفلام السويدية (السويدية)
- لاسي تشابيرت على موقع إن إن دي بي (الإنجليزية)
- لاسي تشابيرت على موقع ديسكوغز (الإنجليزية)
- لاسي تشابيرت على موقع قاعدة بيانات الفيلم (الإنجليزية)